# Eugenia Rycraw
Eugenia Miller, coniugata Rycraw (New Brunswick, 6 dicembre 1968), è un'ex cestista statunitense, professionista nella WNBA.

## Carriera
Ha disputato una stagione con le Los Angeles Sparks.